# The Greatest Hit
The Greatest Hit è il singolo di debutto della cantante norvegese Annie, che è stato incluso nell'album di debutto Anniemal, lanciato nel 2004.

## Classifiche
| Classifica (2002)      | Posizione massima |
| ---------------------- | ----------------- |
| Official Singles Chart | 100               |